# 瀬下和夫
瀬下 和夫（せじも かずお、1957年(昭和32年)8月20日 - ）は、秋田県秋田市出身の日本の実業家で、元ラグビー選手。ポジションはフォワード（ナンバーエイト(No.8)）。

## 経歴・人物
- 1957年、秋田県出身。秋田工業高校、明治大学出身。
- 秋田工業高校時代から注目されたラグビー選手であり、明治大学では1980年度の主将を務めた。
- 明治大学卒業後は、秋田市役所に就職し、秋田市役所ラグビー部でプレーした。
- 日本代表選手としてもテストマッチに出場（キャップ13）経歴を持つ。
- 現役引退後は、故郷の秋田に戻り、瀬下建設工業の代表取締役として秋田県を中心に実業の采配を振る傍ら、秋田ノーザンブレッツラグビーフットボールクラブ理事長としても秋田のラグビー強化に力を注いでいる。
- また、日本ラグビーフットボール協会総務委員会のメンバーとして、ラグビーワールドカップ日本大会招致活動などにも携わっている。